# Thomas Iversen
Thomas Ifversen Carl (ca. 1645-1698) var borgmester i Assens fra 1682 til 1694 og godsejer.
Han var gift med Helvig Jensdatter (død 1717). I 1667 afløses Ludvig Koch af "Kongelig Majestæts Betjenter" Thomas Ifversen Carl, der efter ansøgning forundes færgestedet ved Assens med ligedan frihed og rettighed som hans formand.
Han købte 1687 Oregaard. I et skøde af 30. maj 1694 sælger Thomas Ifversen Oregaard til hr. Ditløf Reventlov "Ridder mm. H, K: efter Ny landmålings matrikel = 35 tdr, 2 skp, 3 fk, 7 alb, med tilliggende bøndergårde (Fynbo Landsting).